# چیچیتو ماتسویی
چیچیتو ماتسویی (انگلیسی: Chihito Matsui؛ زادهٔ ۱۱ نوامبر ۱۹۹۴) بازیکن راگبی ۷ نفره اهل ژاپن است.